# 마이클 애브라시

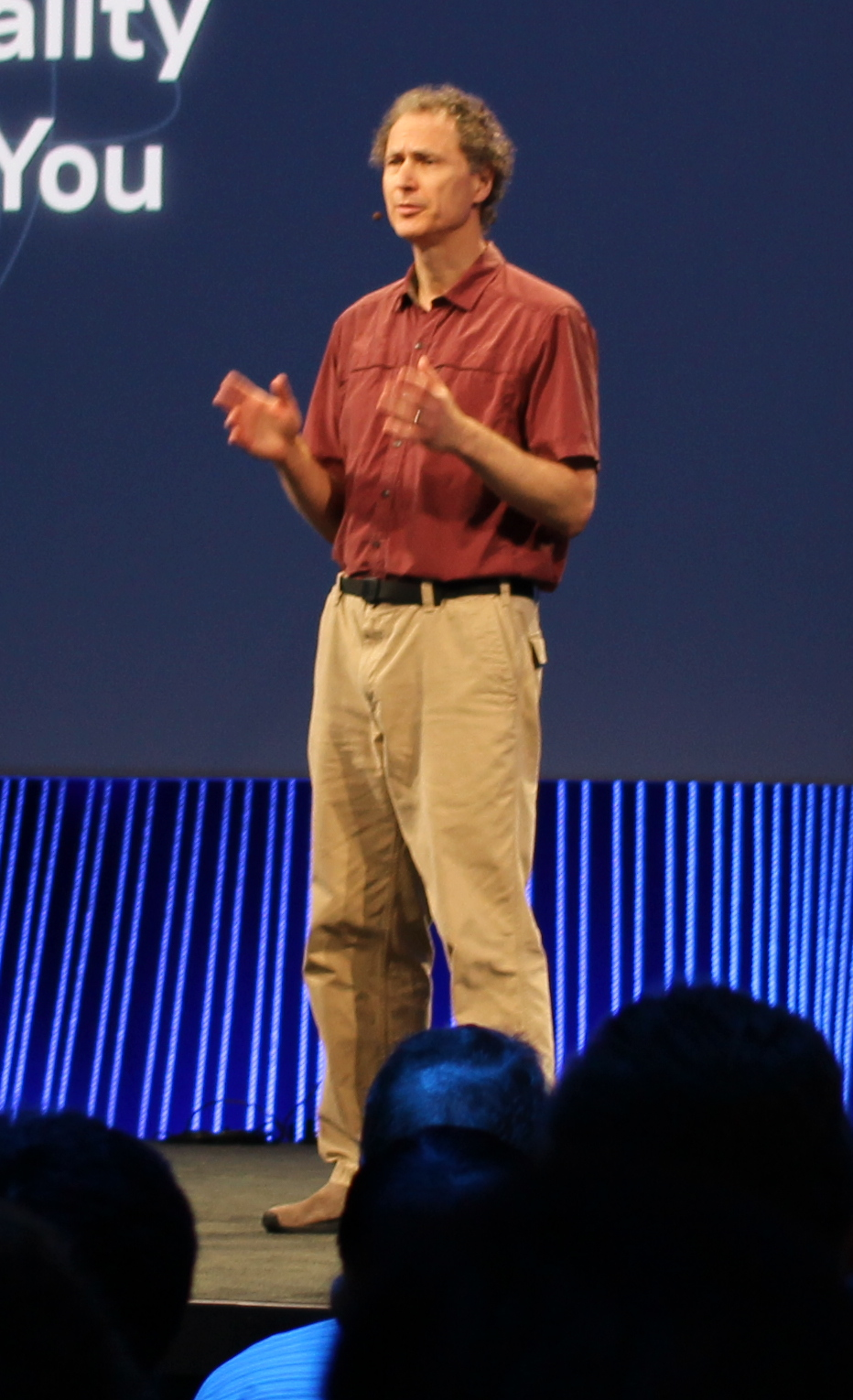

마이클 애브라시(Michael Abrash)는 x86 어셈블리어 프로그래밍과 최적화에 관한 어셈블리 언어의 도(Zen of Assembly Language)로 명성을 쌓은 저자이자 게임 프로그래머이다. 현재 밸브에 재직중이다. 그래픽 프로그래밍에 대한 책 그래픽 프로그래밍의 도(영어: Zen of graphics programming) 라는 책 등 여러 권의 기술서를 저술하였다.